# 聖ドミニコ学園幼稚園

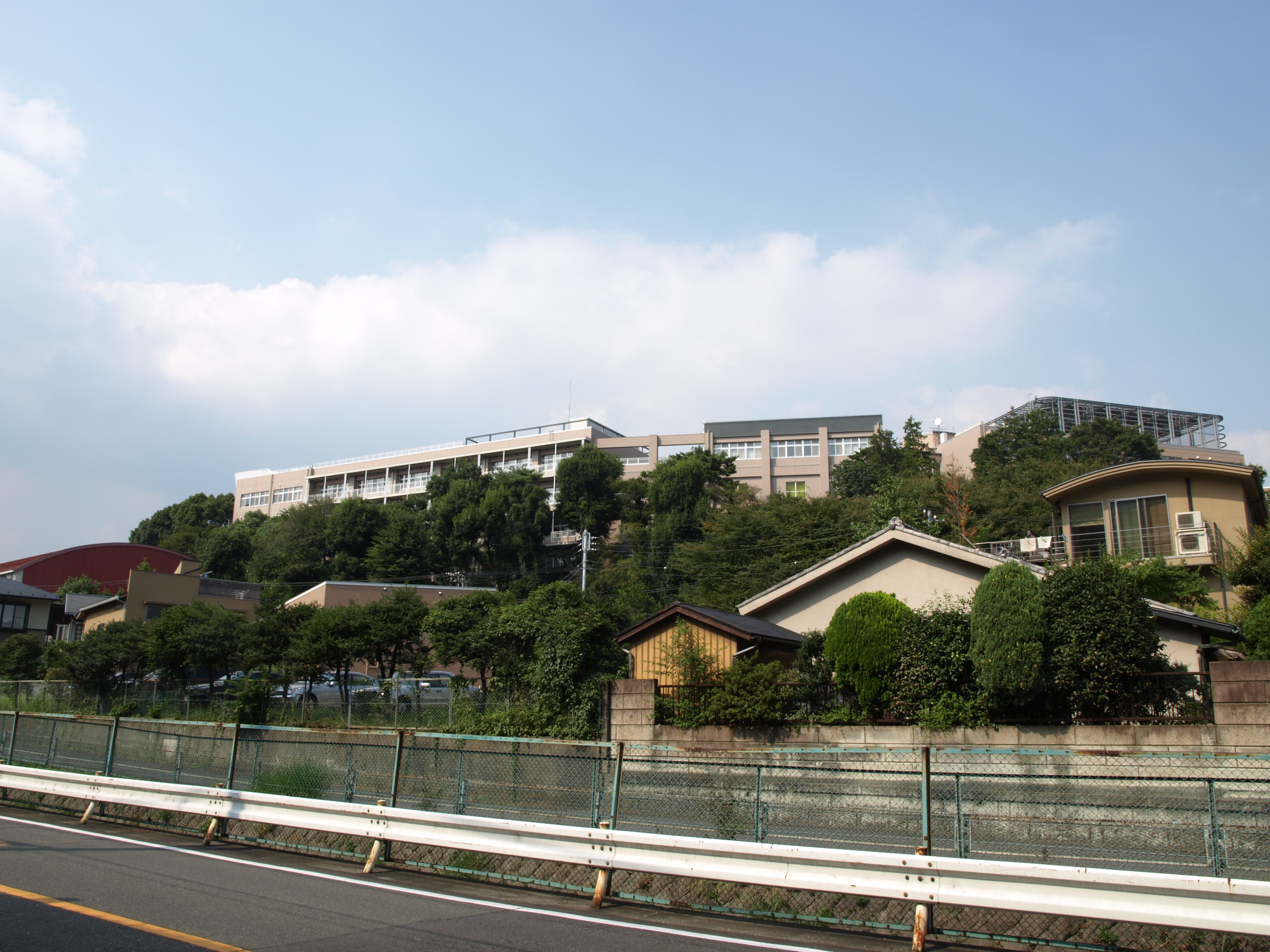
岡本静嘉堂緑地付近からの眺望

聖ドミニコ学園幼稚園（せいドミニコがくえんようちえん）は、東京都世田谷区岡本に所在する3年制の私立幼稚園。男女共学。カトリック系のミッションスクール。運営は学校法人聖ドミニコ学園。

## 概要
約40名からなる3・4・5歳の混合縦割りクラスが6クラスある。男女比は2019年度は男3：女7の割合であった。岡本静嘉堂緑地などの緑豊かな環境に恵まれた閑静な住宅地に所在する。
同じ敷地に聖ドミニコ学園小学校と聖ドミニコ学園中学高等学校を併設している。

## 沿革
- 1949年2月　ドミニコ会池尻教会（現・聖ドミニコカトリック渋谷教会）が聖イメルダ幼稚園を併設
- 1958年7月　カトリック池尻教会より、聖イルメダ幼稚園の経営を継承
- 1962年4月　聖ドミニコ学園幼稚園と改称

同年9月　現在地に移転
- 2004年6月　学園創立50周年

## 特色
本園では次の運営方針を「4つの特色」と呼んでいる。
1. カトリック教育
2. モンテッソーリ教育
3. 縦割り混合保育
4. 体操教育

## 進路
聖ドミニコ学園小学校への内部進学は推薦制である。

## 交通

### 徒歩
所要時間が20分圏内の園児には徒歩通園を推奨している。

### 保護者の送迎
自転車や自家用車での送迎が可能。

### 路線バス
- 東急バス <玉31> 系統（二子玉川駅～成城学園前駅）「岡本もみじが丘」停留所下車 徒歩2分

### スクールバス
次の各駅方面からスクールバスを運行している。
- 用賀駅
- 桜新町駅
- 二子玉川駅・上野毛駅
- 成城学園前駅